# Выбуты
Вы́буты — погост в Тямшанской волости Псковского района Псковской области.

## География
Погост расположен на левом берегу реки Великой в 12 км выше Пскова, у сёл Волженец и Раздолье.

## История
Согласно преданию, Выбуты (в местном произношении Лыбу́та) — родина равноапостольной княгини Ольги. Псковское предание и жития говорят о том, что Ольга была перевозчицей из Выбут (Лыбут), где с ней и познакомился князь Игорь во время переправы на челне через реку Великую. Пораженный её красотой и мудростью, он, когда подошло время жениться, послал за ней сватов и увёз псковитянку.
На броду у Выбута, в 1407 году псковичи встретили немцев, применив для заграждения (защиты), «затвора» бродов — переносные ограды из жердей, которые в старину назывались вор, ворон, воры («а броды вси бяху затворены ворами»).

## Достопримечательности
- Церковь Ильи Пророка (XV век). Четверик четырёхстолпный, одноапсидный, с полуцилиндрическими сводами и световым барабаном. Двухпролётная звонница (XV—XVI века). В интерьере обилие голосников.[источник не указан 4004 дня] Памятник истории и культуры федерального значения. Действующая; восстановлено богослужение по праздникам. Настоятель — протоиерей Олег Тэор.
Первое упоминание о церкви относится к 1585—1587 годам. Повреждена в годы Великой Отечественной войны. Реставрация осуществлена в 1955—1957 годах по проекту архитектора Всеволода Смирнова.
- Памятный камень у храма (с табличкой, указывающей, что Выбуты — родина княгини Ольги; 1993 год).
- Памятный кованый крест, установленный на пирамиде из камней на месте Ольгинской часовни (конец XIX века) и поклонного Ольгинского камня (взорван).
- Основание разрушенного храма Св. Ольги (1914—1917 годы; архитектор Мариан Перетяткович).
- Опоры моста разрушенного во время Великой Отечественной войны

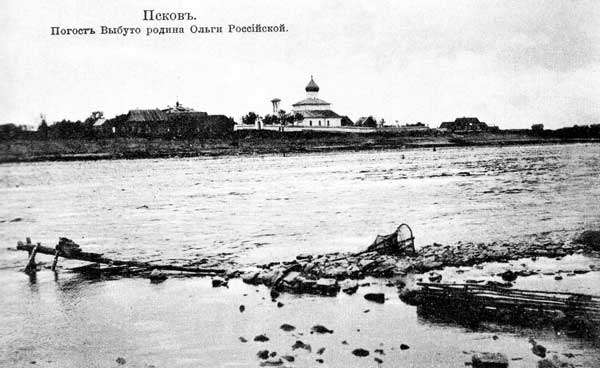
Погост Выбуты. Дореволюционная открытка
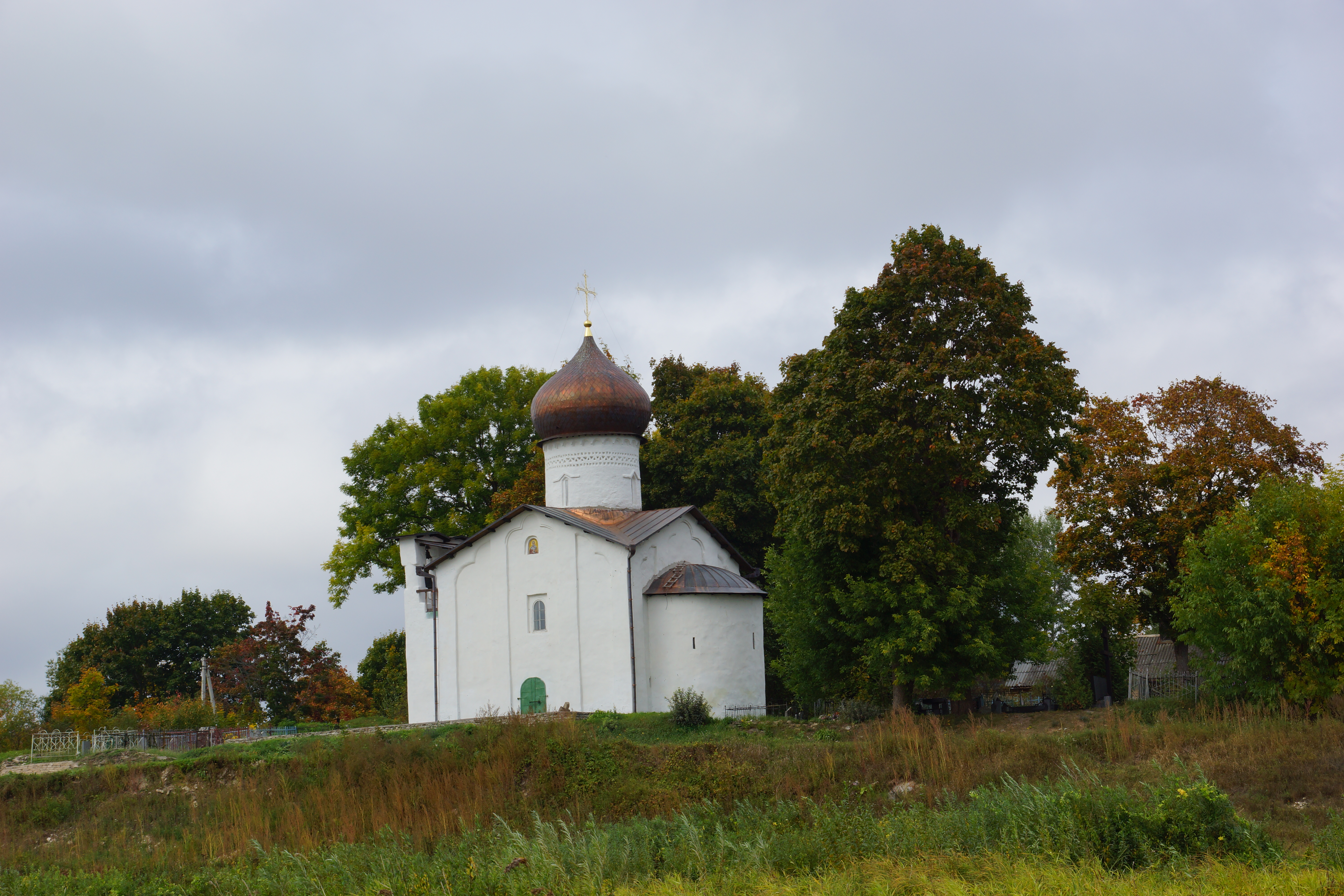
Церковь Ильи Пророка, современный вид
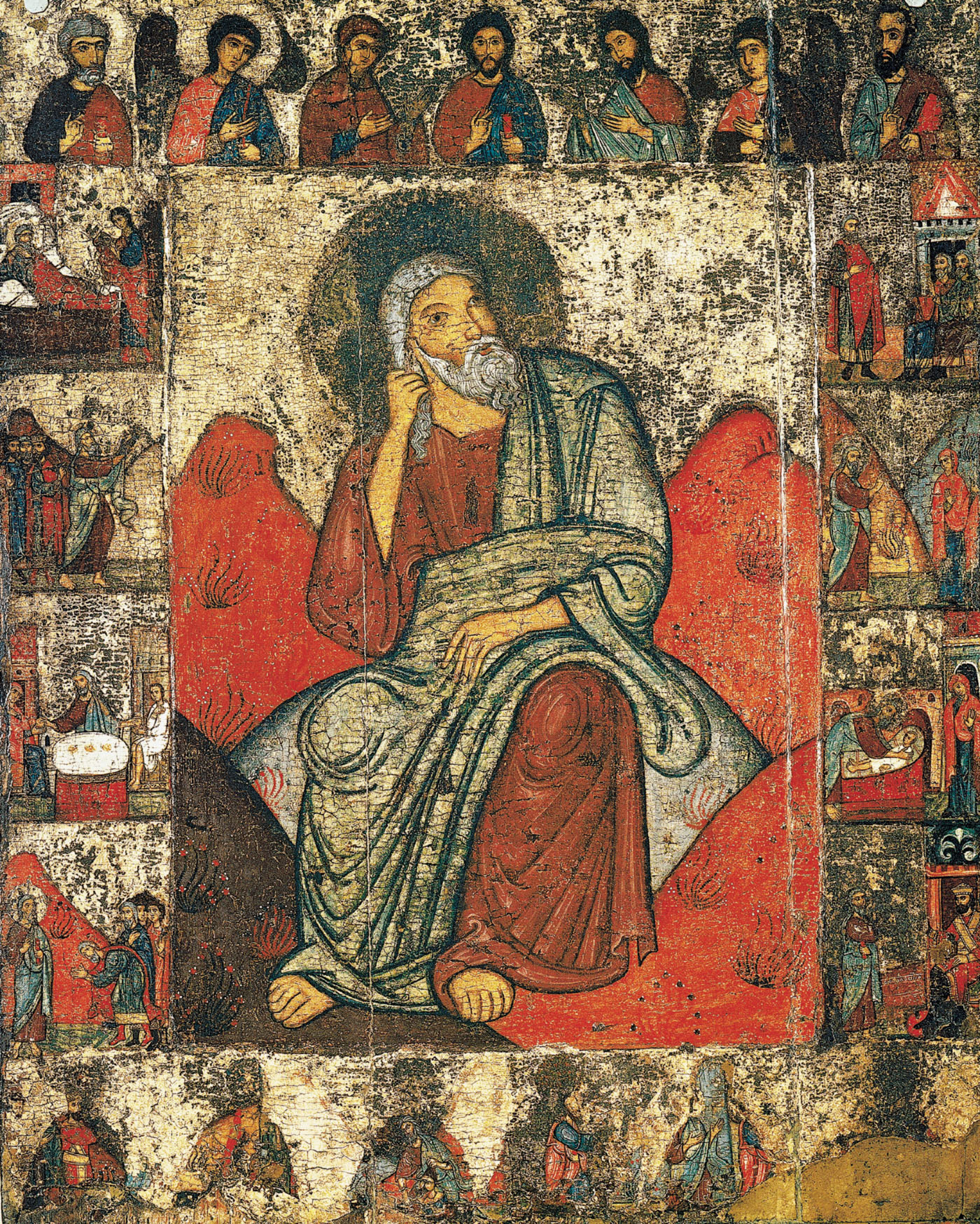
Икона: Илья Пророк с житием. Конец XIII века. Из церкви Ильи Пророка погоста Выбуты. ГТГ